# Béquer

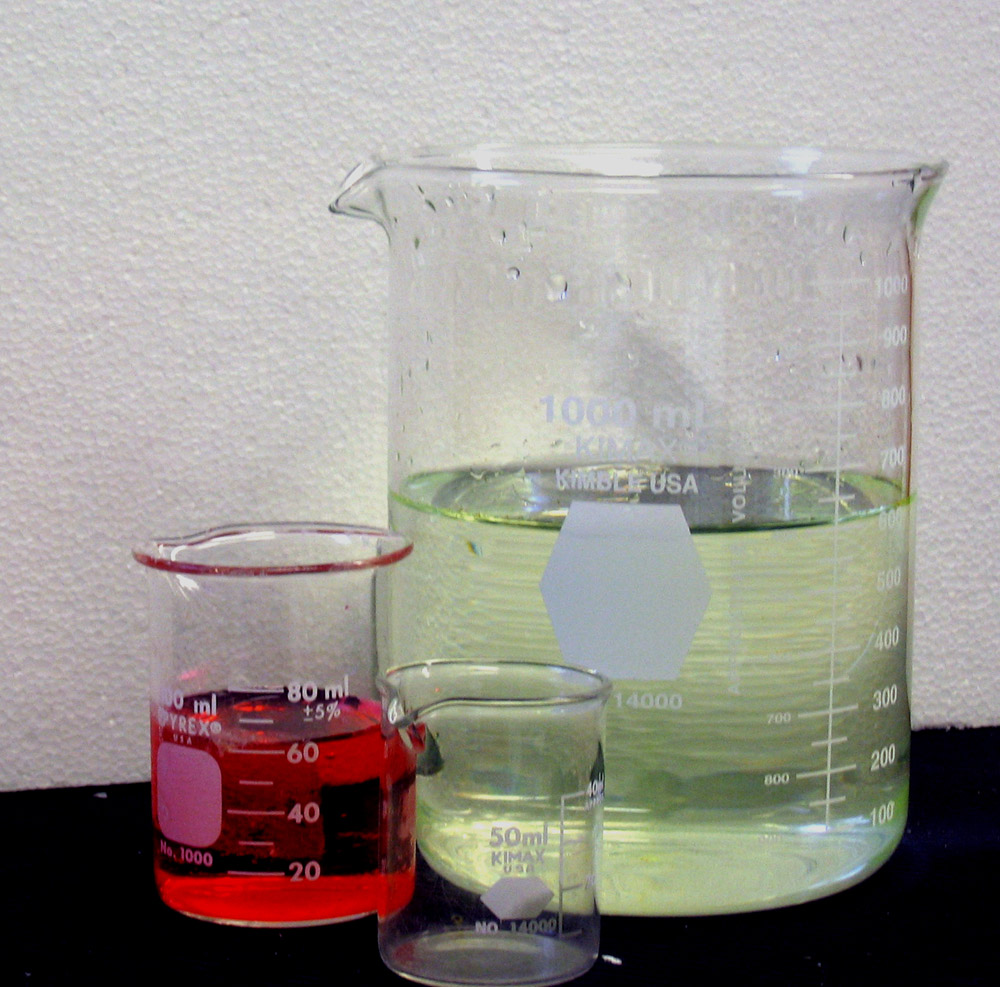
Béqueres de laboratório

O béquer (Brasil), gobelé (Portugal), becker, copo, copo de precipitação ou beaker é um recipiente simples utilizado em laboratório. Béqueres são geralmente de formato cilíndrico com fundo chato e um bico em sua parte superior. Eles são graduados, oferecendo medidas pouco precisas. Não há um tamanho padrão para esses materiais, podendo medir volumes muito pequenos, de poucos mililitros, até volumes maiores, com vários litros.

## Formato

(A) Copo de Griffin
(B) Copo de Berzelius
(C) Béquer plano

Existem dois tipos principais de béquer, o Copo de Griffin (Béquer de Forma Baixa), a forma mais comum, e o Copo de Berzelius (Béquer de Forma Alta), em homenagem ao químico sueco Jöns Jacob Berzelius. Há também os béqueres planos, usados principalmente para realizar a cristalização.
Um béquer é diferenciado de um copo por ter os lados perpendiculares com o fundo ao invés de inclinados. A exceção a essa definição é um copo de lados ligeiramente cônico, chamado de béquer de Phillips.

## Utilidade

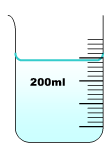
Graduação de um béquer

De modo muito grosseiro efetua-se medidas com o copo de Becker, pois a sua medida é muito imprecisa (normalmente com precisão variante em 5% do mercado). Os béckers são frascos T.C. (to contain) como o tubo de ensaio ou os erlenmeyers. Suas principais diferenças são:
- Apresentar uma escala para medição aproximada
- Possuir base plana para uso autônomo
- Conter bico para transferência
- Ser provido de boca larga

Seu uso é recomendado para experimentos e misturas. Feito de vidro pyrex refratário ou de polímeros como o polietileno ou o polipropileno, o bécker pode ser utilizado em uma ampla faixa de temperatura. Suas capacidades volumétricas mais comuns são de 80 a 400mL, mas indo até 4L ou mais entre os feitos de vidro e 20L entre os de polímeros.